# Dictyophara cyrnea
Dictyophara cyrnea är en insektsart som beskrevs av Maximilian Spinola 1839. Dictyophara cyrnea ingår i släktet Dictyophara och familjen Dictyopharidae.
Artens utbredningsområde är Frankrike. Inga underarter finns listade i Catalogue of Life.